# São Francisco (kommun i Brasilien, Paraíba)
São Francisco är en kommun i Brasilien.   Den ligger i delstaten Paraíba, i den östra delen av landet, 1 500 km nordost om huvudstaden Brasília. Antalet invånare är 3 364.
Omgivningarna runt São Francisco är huvudsakligen savann. Runt São Francisco är det ganska glesbefolkat, med 42 invånare per kvadratkilometer.